# Музей муніципального будівництва у Кракові

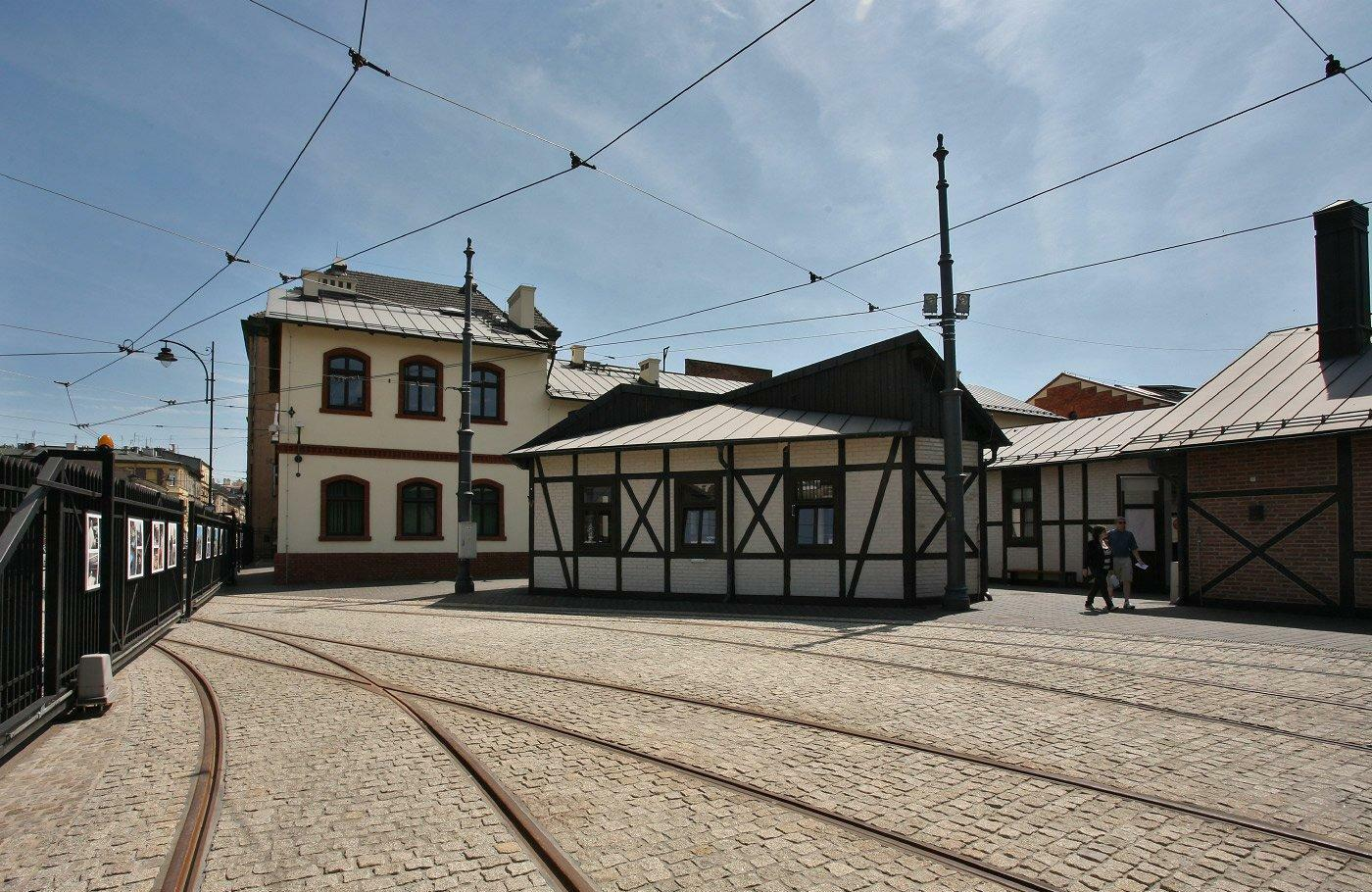
Колишнє депо

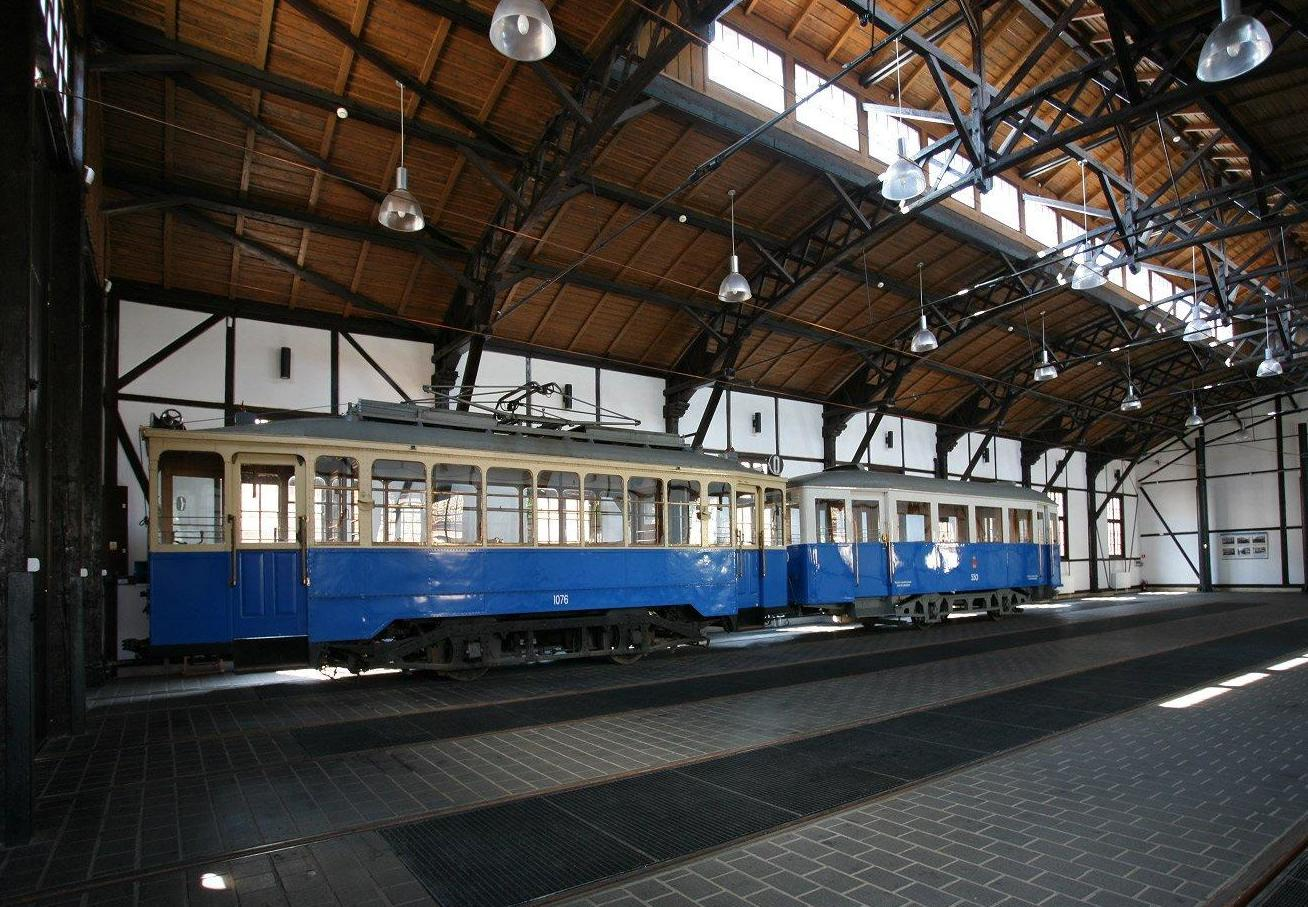
Фрагмент виставки

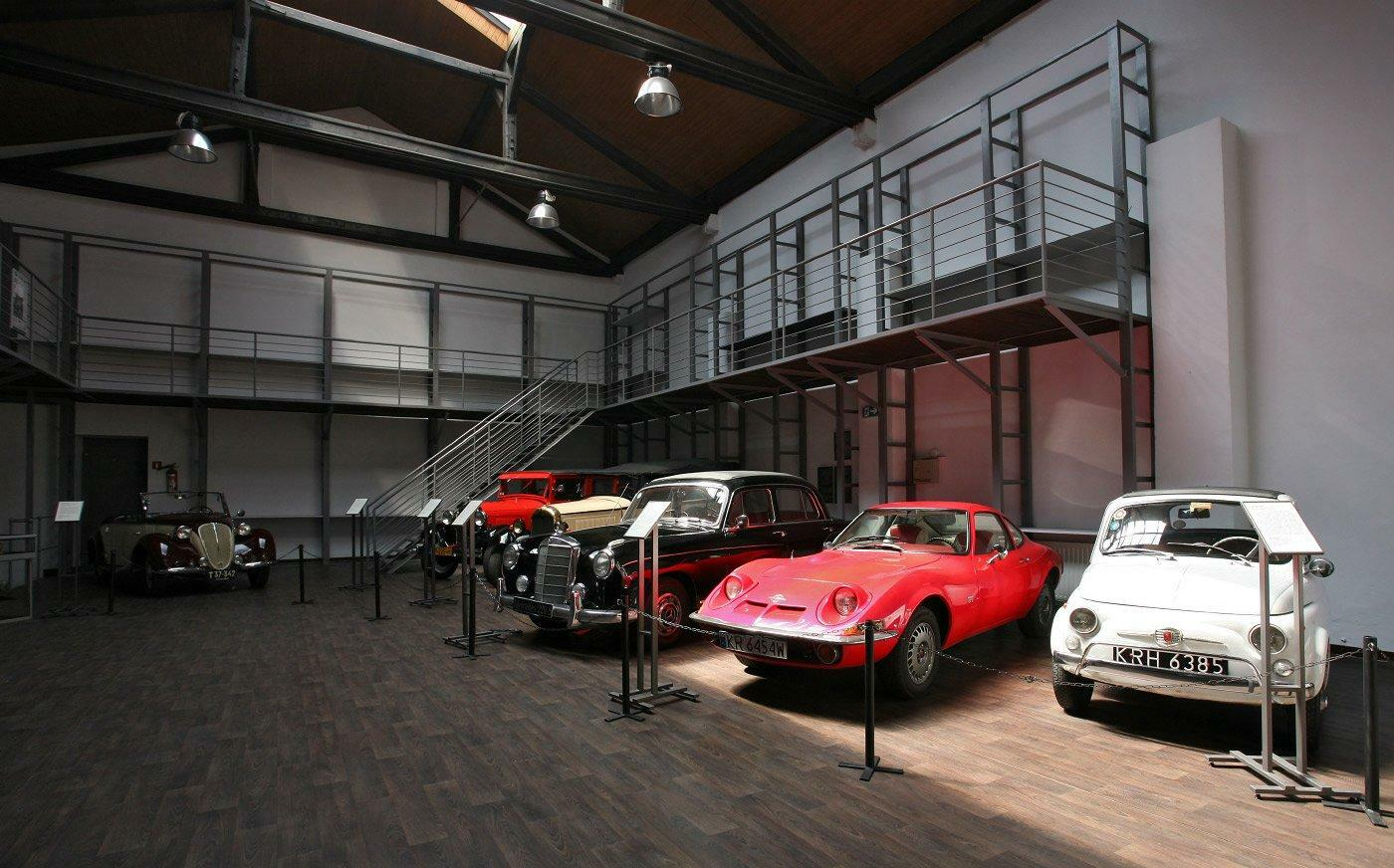
Фрагмент виставки

Музей муніципального будівництва у Кракові — музей, заснований у 1998 році, розташований за адресою: вул. św. Wawrzyńca, 15 у Кракові в будівлі колишнього депо першого вузькоколійного електричного трамвая. У музеї представлені експонати, пов'язані з розвитком громадського транспорту, електростанцій, газової промисловості, комунального господарства та пам'ятників технічної історії.

## Історія створення та сьогодення
1 жовтня 1998 року вважається днем створення музею муніципального будівництва, штаб-квартирою якого були історичні зали краківського трамвайного депо у Кракові. Існуючі там будівлі поступово пристосували відповідно до потреб музею:
- з 2000 р. — оновлення вузькоколійного електричного трамвайного вагона, майстерні та електростанції — сучасний зал D[1];
- у 2006—2007 рр. — оновлення будинку з вагонами кінних трамваїв — наразі зал E;
- у 2007—2008 рр. відбувся ремонт зали з 1912 року, гаража електричних трамваїв стандартної колії — нинішній зал F. (працює тимчасово)[2];
- 2008—2009 рр. — реставрація штаб-квартири Краківського трамвайного товариства — будівлі 1882 року побудови, в якій зараз знаходиться адміністрація музею;
- оновлення складів та будівель з 1882 року;
- оновлення музейного подвір'я, з якого зняли верхній шар. Саме на цьому подвір'ї було відкрито історичний резервуар з бензином 1923 року, який зараз знаходиться під скляною пірамідою. На даний час експозиційна площа Музею займає 3200 м²[3].

## Правовий статус та організаційна структура
Музей діє на підставі Закону про музеї, акта про організацію та проведення культурних заходів та статуту Музею муніципальної інженерії у Кракові, затвердженого Постановою № 849/2001 Краківської міської ради від 21 червня 2001 р.. Відповідно до статуту, музей є муніципальним закладом культури, відокремленим у юридичному, економічному та фінансовому плані, організованим Краківською міською комуною. Музеєм, як правило, керує міністерство культури та національної спадщини та безпосередньо організатор.

## Філії
- Музей муніципального будівництва, вул. św. Wawrzyńca,15
- Сад експериментів у Кракові
- Ангар по вул. Стелла-Савіцького[5]

## Музейні експонати
Музей муніципального будівництва збирає історичні технічні предмети, особливо ті, що демонструють етапи розвитку польської інженерної думки, винаходи у промисловості, польські компанії та промислові заводи. Також там представлено документацію, пов'язану з історією техніки, промисловості, громадського транспорту та комунального машинобудування у Кракові. Колекції представлені на таких виставках, як «Краківська друкарня від 15 до 20 століття», Трамваї до Вавжинець, Мотокультура, Інженерний портрет міста, Хіміки сірчаного золота, Польські мікрокари, Краків — місто амбітне, Забутий музей (про Техніко-промисловий музей Адріана Баранецького), 110 років електричному трамваю у Кракові, Це Польське Радіо 1925—2010, Мелодії життя. Краківська муніципальна інженерія в епоху окупації 1939—1945 років, 150 років Краківського газового заводу (1856—2006), Польське радіо та телебачення та ін..

## Освітні виставки
Інженерний музей також організовує інтерактивні виставки, пов'язані з технологією, фізикою, хімією та історією, в яких беруть участь учні шкіл, таким чином, виступаючи у ролі наукового музею.
Проведено такі освітні виставки:
- 17 січня 2018 р. — виставка «Це так просто»[20];
- 16 лютого 2016 р. — 31 грудня 2017 р. — виставка «Більше світла»[21];
- «Навколо кола»;
- 11 червня 2003 р. — 28 червня 2009 р. — виставка «Ігри з наукою»[22].

## Проекти
- Робота зі звуками (англ. Work With Sounds) — міжнародний музейний проект, який отримав фінансування за програмою «Творча Європа» у період з 1 вересня 2013 р. по 31 вересня 2015 р., та реалізується разом із іншими 5 європейськими музеями[23]. Мета проекту — записати зникаючі звуки індустріального виробництва, а також звуки, від яких люди намагалися захистити себе[24].
- 2007 р. — спільно із владою, Музеєм польської авіації та аквапарком у Кракові, музей створив освітню програму під назвою «Пригоди зі знаннями», адресовану учням початкової, середньої школи та технічної середньої школи. Даний проект поєднав елементи пропагування технічних знань із пропагандою здорового способу життя[25].

## Нагороди
- Премія 2007 року проф. Януша Богдановського[26]
- 2012 р. Краків без бар'єрів (категорія IV, Історичні будівлі та простори), премія Музею муніципального будівництва за гідний приклад адаптації існуючих будівель до потреб людей з обмеженими можливостями.
- Сибілла, 2014 рік, в XXXV конкурсі за музейну подію року для проекту: «Poszerzenie oferty Ogrodu Doświadczeń im. Stanisława Lema o nowe przestrzenie edukacji przyrodniczej»[27]
- XI Міжнародний фестиваль туризму, екологічного та художнього кінофільму 2016 року; нагорода музею за сприяння розвитку освітніх цінностей[28]